# Franz Wohlfahrt
Franz Bernhard Wohlfahrt (ur. 1 lipca 1964 w Sankt Veit an der Glan) – piłkarz austriacki grający na pozycji bramkarza. Mierzący 190 cm wzrostu, a podczas kariery ważący 85 kg.

## Kariera klubowa
Piłkarską karierę Wohlfahrt rozpoczął w drużynie SV St. Veit/Glan, wywodzącej się z jego rodzinnego miasta. W 1981 roku podjął treningi w Austrii Wiedeń. W austriackiej Bundeslidze zadebiutował w sezonie 1983/1984. Początkowo był rezerwowym dla Friedla Koncilii i przez pierwsze dwa sezony zagrał tylko 6 razy. Miał więc mały udział w zdobyciu dwukrotnego mistrzostwa kraju. W sezonie 1985/1986 był już podstawowym bramkarzem Austrii. Wywalczył z nią wówczas dublet. W 1990 roku znów wygrał Puchar Austrii, a rok później po raz kolejny został mistrzem kraju. W 1992 roku sięgnął z Austrią po dublet, a w sezonie 1992/1993 roku po tytuł mistrzowski. Za rok 1993 został wybrany Piłkarzem Roku w Austrii, a miał także duży udział w wygraniu kolejnego austriackiego pucharu przez "Fioletowych". W kolejnych sezonach nie osiągał już z Austrią sukcesów, a grał w niej do końca sezonu 1995/1996.
Latem 1996 Wohlfahrt został sprzedany z Austrii do niemieckiego VfB Stuttgart. W Bundeslidze swój pierwszy mecz rozegrał 17 sierpnia przeciwko FC Schalke 04. Był podstawowym bramkarzem Stuttgartu i w 1997 roku zajął z nim 4. miejsce w lidze. Zdobył Puchar Niemiec, a latem dotarł do finału Pucharu Ligi Niemieckiej. W 1998 roku znów był z VfB czwarty w lidze i ponownie przegrał finał Pucharu Ligi. Dotarł też do finału innego pucharu - Pucharu Zdobywców Pucharów, który 1:0 wygrała Chelsea F.C. W VfB grał do końca sezonu 1999/2000 i rozegrał dla tego klubu 118 meczów.
Latem 2000 Wohlfahrt znów został bramkarzem Austrii Wiedeń. Grał w niej jeszcze przez dwa sezony, a w 2002 roku odszedł z zespołu, w którym został zastąpiony przez Thomasa Mandla. Ostatnim klubem w karierze Franza był SC Untersiebenbrunn, w którym grał w drugiej lidze. W 2004 roku zakończył karierę w wieku 40 lat.
| Sezon   | Klub                | Kraj    | Rozgrywki          | Mecze | Bramki |
| ------- | ------------------- | ------- | ------------------ | ----- | ------ |
| 1983/84 | Austria Wiedeń      | Austria | Bundesliga         | 1     | 0      |
| 1984/85 | Austria Wiedeń      | Austria | Bundesliga         | 5     | 0      |
| 1985/86 | Austria Wiedeń      | Austria | Bundesliga         | 21    | 0      |
| 1986/87 | Austria Wiedeń      | Austria | Bundesliga         | 36    | 0      |
| 1987/88 | Austria Wiedeń      | Austria | Bundesliga         | 36    | 0      |
| 1988/89 | Austria Wiedeń      | Austria | Bundesliga         | 32    | 0      |
| 1989/90 | Austria Wiedeń      | Austria | Bundesliga         | 36    | 0      |
| 1990/91 | Austria Wiedeń      | Austria | Bundesliga         | 36    | 0      |
| 1991/92 | Austria Wiedeń      | Austria | Bundesliga         | 27    | 0      |
| 1992/93 | Austria Wiedeń      | Austria | Bundesliga         | 36    | 0      |
| 1993/94 | Austria Wiedeń      | Austria | Bundesliga         | 36    | 0      |
| 1994/95 | Austria Wiedeń      | Austria | Bundesliga         | 15    | 0      |
| 1995/96 | Austria Wiedeń      | Austria | Bundesliga         | 34    | 0      |
| 1996/97 | VfB Stuttgart       | Niemcy  | Bundesliga         | 33    | 0      |
| 1997/98 | VfB Stuttgart       | Niemcy  | Bundesliga         | 32    | 0      |
| 1998/99 | VfB Stuttgart       | Niemcy  | Bundesliga         | 26    | 0      |
| 1999/00 | VfB Stuttgart       | Niemcy  | Bundesliga         | 27    | 0      |
| 2000/01 | Austria Wiedeń      | Austria | Bundesliga         | 27    | 0      |
| 2001/02 | Austria Wiedeń      | Austria | Bundesliga         | 6     | 0      |
| 2002/03 | SC Untersiebenbrunn | Austria | Red Zac-Erste Liga | ?     | 0      |
| 2003/04 | SC Untersiebenbrunn | Austria | Red Zac-Erste Liga | ?     | 0      |

## Kariera reprezentacyjna
W reprezentacji Austrii Wohlfahrt zadebiutował 18 sierpnia 1987 w zremisowanym 2:2 towarzyskim spotkaniu ze Szwajcarią. W 1998 roku został powołany przez Herberta Prohaskę do kadry na Mistrzostwa Świata we Francji. Na tym turnieju był rezerwowym dla Michaela Konsela i nie wystąpił w żadnym spotkaniu. Ostatni mecz w reprezentacji rozegrał w 2001 roku. W kadrze narodowej wystąpił 59 razy.